# Central Valley Fuego Fútbol Club
Il Central Valley Fuego Fútbol Club, conosciuto più semplicemente come Central Valley Fuego o semplicemente Fuego, è un club calcistico dilettantistico statunitense con base a Fresno, in California. Disputava le proprie partite casalinghe presso il Fresno State Soccer Stadium, impianto dotato di una capienza pari a 1.000 posti.

## Storia
L'8 dicembre 2020 United Soccer League annunciò ufficialmente l'ingresso di una nuova franchigia proveniente dalla città di Fresno, in California, che avrebbe partecipato alla USL League One a partire dalla stagione 2022, che avrebbe di fatto preso il posto del da poco defunto Fresno FC. Il 21 gennaio 2021 il club annunciò il suo stemma ed il suo nome ufficiale, un riferimento al Fresno Fuego, club che aveva preso parte alla USL League Two dal 2003 al 2019.
Dopo tre stagioni deludenti, culminate con un penultimo posto e due ultimi posti in classifica, il 24 novembre 2024 il club ha annunciato di lasciare la lega. Poche settimane più avanti, il 31 gennaio 2025, la neonata lega dilettantistica The League for Clubs ha annunciato l'iscrizione al campionato della squadra under 23 del Fuego.

## Stadio
Il club disputa le proprie sfide casalinghe presso il Fresno State Soccer Stadium, impianto da 1.000 posti che ospita le partite della squadra di calcio dell'università locale.